# Monte Benjamin
Il Monte Benjamin (in lingua inglese: Mount Benjamin) è una prominente montagna antartica alta 1.750 m, che si innalza ripidamente sul fianco occidentale del Ghiacciaio Amundsen, 9 km a sudest del Monte Ellsworth, nei Monti della Regina Maud, in Antartide. 
Fu scoperto e mappato per la prima volta nel corso della prima spedizione antartica dell'esploratore polare statunitense Byrd del 1928-30.
La denominazione è stata assegnata dall'Advisory Committee on Antarctic Names (US-ACAN) in onore di Benjamin F. Smith, meteorologo alla Stazione McMurdo durante la sessione invernale del 1963.